# Physiological Entomology
Physiological Entomology – międzynarodowe, recenzowane czasopismo naukowe publikujące w dziedzinie entomologii fizjologicznej.
Pismo wydawane jest przez Royal Entomological Society of London i ukazuje się raz na trzy miesiące. Tematyką obejmuje szeroko rozumianą fizjologią stawonogów, w tym: doświadczalnym analizom im zachowania, fizjologę behawioralną i biochemię behawioralną, neurobiologię i fizjologię narządów zmysłów, fizjologię ogólną, badania nad rytmami dobowymi i fotoperiodyzmem oraz ekologię chemiczną.
W 2015 impact factor pisma wynosił 1,416. W 2014 zajęło 31 miejsce w rankingu ISI Journal Citation Reports w dziedzinie entomologii.